# Karin Tomala
Karin Tomala (ur. 16 maja 1940 w Królewcu, zm. 28 maja 2014 w Warszawie) – sinolog i badaczka Chin.

## Życiorys
W 1963 ukończyła studia w Instytucie Nauki o Azji Uniwersytetu Humboldta w Berlinie. W 1987 uzyskała habilitację w Zakładzie Krajów Pozaeuropejskich PAN, którego była wieloletnim pracownikiem, a w 1995 tytuł naukowy profesora. Specjalizowała się w sinologii, demografii Chin i prawach człowieka.
Była żoną Mieczysława Tomali.

## Wybrane publikacje
- Emigracja chińska w Azji Południowo-Wschodniej, Wydawnictwo Ministerstwa Obrony Narodowej, Warszawa 1981.
- Das chinesische Selbstverständnis und die Frage der Menschenrechte, Polnische Akademie der Wissenschaften Zentrum für Außereuropäische Länder, Wydawnictwo „Semper”, Warszawa 1993.
- Zhongguo „Reich der Mitte”: China auf dem steinigen Weg in die Welt, Wydawnictwo „Askon”, Warszawa 2000.
- Chiny a procesy globalizacji w XXI wieku, Polska Fundacja Spraw Międzynarodowych, Warszawa 2001.